# التقلص العضلي الموجي
التقلص العضلي الموجي Neuromyotonia هو شكل من أشكال فرط الإثارة في الأعصاب المحيطية والذي يسبب نشاطاً عضلياً تلقائياً ناتج عن جهود عمل الوحدات الحركية المتكررة ذات الأصل المحيطي. ما زال مدى انتشار التقلص العضلي الموجي غير معروف ولكن تم الإبلاغ عن 100-200 حالة حتى الآن.

## العلامات والأعراض
التقلص العضلي الموجي العصبي هو اضطراب متنوع. نتيجة لفرط النشاط العضلي، قد يصاب المرضى بتشنجات عضلية، وتصلب، وأعراض شبيهة بتأتر العضل myotonia (الاسترخاء البطيء)، وصعوبات المشي المرتبطة، وفرط التعرق hyperhidrosis، والتقلص العضلي الموجي myokymia (ارتعاش العضلات)، والارتجاف الحزمي fasciculations (انقباض العضلات) ، والإجهاد العصبي fatigue، وعجز ممارسة التمارين exercise intolerance، والرمع العضلي myoclonic jerks بالإضافة إلى أعراض أخرى ذات صلة. تظهر الأعراض (خاصةً التصلب والارتجاف الحزمي) بكثرة في عضلة العجل، والساقين، والجذع وأحياناً على الوجه والعنق، ولكنها قد تؤثر أيضاً على أجزاء الجسم الأخرى. قد تتقلب أعراض التقلص العضلي الموجي العصبي في شدتها وتواترها. تتراوح الأعراض من مجرد إزعاج بسيط إلى الشعور بالضعف. ما لا يقل عن ثلث الناس يعانون أيضاً من أعراضٍ حسّية.

## الأسباب
هناك ثلاث أسباب لمرض التقلص العضلي الموجي العصبي:
1) اكتساب المرض
2) متلازمة الأباعد الورمية
3) الوراثة
يُعتبر الاكتساب أكثر الأسباب شيوعاً للإصابة بالمرض، حيث يمثل ما يصل إلى 80 % من جميع الحالات ويشتبه في توسطه من قبل المناعة الذاتية، والذي يحدث عادةً بسبب محاربة الأجسام المضادة للتقاطع العضلي العصبي.
السبب الدقيق للمرض غير معروف. ومع ذلك، تم كشف وجود أجسام مضادة ذاتية التفاعل في مجموعة متنوعة من اضطرابات النظام العصبي المحيطي (مثل الوهن العضلي الوبيل myasthenia gravis ومتلازمة متلازمة لامبرت-إيتون الوهنية العضلية Lambert-Eaton myasthenic syndrome) والنظام العصبي المركزي (مثل التحلل المخيخي المصاحب للأورام paraneoplastic cerebellar degeneration، والتهاب الدماغ الحوفي Limbic encephalitis). تم تأكيد الدور المسبب في بعض هذه الأمراض ولكن ليس كلها. يعتبر التقلص العضلي الموجي العصبي أحد الأمراض ذات الأدلة المتراكمة على مدى السنوات القليلة الماضية التي تُشير إلى أنّ أصله يعود للمناعة الذاتية. عادة ما يكون التقلص العضلي الموجي العصبي ذي المناعة الذاتية ناتجاً عن أجسامٍ مضادة ترتبط بقنوات البوتاسيوم على العصب الحركي مما يؤدي إلى إثارة مفرطة ومستمرة. عادةً ما تبدأ الأعراض بالظهور في الفئة العمرية ما بين 15 و60 عاماً، مع ظهور معظم الأعراض قبل سن الأربعين. لا تتحسن بعض حالات التقلص العضلي الموجي العصبي بعد تبديل بلازما الدم فحسب ولكن قد تحتوي أيضاً على أجسام مضادة في عينات مصل الدم serum التي تقاوم  قنوات البوتاسيوم ذات الجهد الكهربائي voltage-gated potassium channels. وعلاوة على ذلك، فقد ثبت أنّ هذه الأجسام المضادة تعمل على الحد من وظيفة قنوات البوتاسيوم في خطوط الخلايا العصبية.

## التشخيص
يتم التشخيص عن طريق التحليل السريري ويتكون في البداية من استبعاد الحالات، والاضطرابات، والأمراض الأكثر شيوعاً، وعادة ما يبدأ تحت إشراف بمستوى طبيب ممارس عام. يمكن للطبيب إجراء فحص عصبي أساسي، بما في ذلك التنسيق، والقوة، وردود الفعل، والإحساس، وما إلى ذلك. كما قد يجري الطبيب سلسلة من الاختبارات التي تشمل فحص الدم والتصوير بالرنين المغناطيسي.
من هناك، يُرجح إحالة المريض إلى طبيب أعصاب أو أخصائي في أعصاب العضلات. قد يجري طبيب الأعصاب أو الأخصائي سلسلة من الاختبارات الأكثر تخصصاً، بما في ذلك تخطيط كهربائي عضلي electromyography ودراسات توصيل الأعصاب nerve conduction studies (هذين هما أهم اختبارين)، وتصوير مقطعي محوسب (لاستبعاد الأباعد الورمية paraneoplastic)، وفحوص دم خاصة للبحث عن الأجسام المضادة في قنوات البوتاسيوم ذات الجهد الكهربائي، وفي مستقبلات الأسيتيل كولين acetylcholine، والتثبيط المناعي لمصل الدم serum immunofixation، وفحص هرمون منبه الدرقية TSH، والعوامل المضادة للنواة ANA، وسرعة تسرب الدم ESR، وتخطيط أمواج الدماغ EEG، إلخ. يتم تمييز التقلص العضلي الموجي العصبي بالتخطيط الكهربائي العضلي بواسطة تفريغات ثنائية أو ثلاثية أو أحادية متعددة ذات تردد عالٍ غير منتظم. غالباً يُصاحب التخطيط الكهربائي العضلي الرجفان والارتجاف الحزمي.
نظراً لأن المرض نادرٌ جداً، فقد يستغرق الأمر غالباً سنوات قبل إجراء تشخيصٍ صحيح.
التقلص العضلي الموجي العصبي ليس قاتلاً ويمكن السيطرة على العديد من الأعراض. ومع ذلك، ولأن التقلص العضلي الموجي العصبي يحاكي بعض أعراض مرض الخلايا العصبية الحركية وغيرها من الأمراض الشديدة، والتي قد تكون قاتلة، يمكن أن يعاني المريض في كثير من الأحيان من قلق كبيرٍ حتى يتم التشخيص. في بعض الحالات النادرة، تم تشخيص التقلص العضلي الموجي العصبي المكتسب على أنه مرض التصلب الجانبي الضموري (ALS) خاصةً إذا كان الارتجاف الحزمي واضحاً في حالة عدم وجود سمات سريرية أخرى للتصلب الجانبي الضموري. ومع ذلك، نادراً ما يكون الارتجاف الحزمي هي أول علامة على التصلب الجانبي الضموري لأن علامة السمة المميزة لذلك هي الضعف. وبالمثل، يُعتبر التصلب المتعدد multiple sclerosis التشخيص الخاطئ الأولي في بعض مرضى التقلص العضلي الموجي العصبي. من أجل الحصول على تشخيصٍ دقيق، راجع أخصائي أعصاب عضلية مدرب.

## الأنواع
هناك ثلاثة أنواع رئيسية من التقلص العضلي الموجي العصبي:
1) المزمن
2) أحادي الطور
3) منتكس – يعيد الظهور

### فرط الإثارة في الأعصاب المحيطية
التقلص العضلي الموجي العصبي هو نوع من أنواع فرط الإثارة في الأعصاب المحيطية. فرط الحساسية للأعصاب الطرفية هو تشخيص متنوع يشمل (حسب شدة الأعراض من الأقل إلى الأكثر شدة) متلازمة الارتجاف الحزمي الحميد benign fasciculation syndrome، ومتلازمة الارتجاف الحزمي التشنجي cramp fasciculation syndrome، ومتلازمة مورفان Morvan's syndrome. سيشخص بعض الأطباء مرض  فرط الإثارة في الأعصاب المحيطية فقط لأن الاختلافات بين التشاخيص الثلاثة هي إلى حد كبير مسألة تتعلق بشدة الأعراض ويمكن أن تكون شخصية. ومع ذلك، فقد وُضعت بعض معايير للتخطيط الكهربائي العضلي للمساعدة في التمييز بين التشاخيص الثلاثة.
علاوة على ذلك، يوصى بالاستخدام العام لمصطلح متلازمات فرط الإثارة في الأعصاب المحيطية لوصف الظروف المذكورة أعلاه وقد أيد ذلك العديد من الباحثين والممارسين البارزين في هذا المجال.

## العلاج
لا يوجد علاج معروف للتقلص العضلي الموجي العصبي، ولكن الحالة قابلة للعلاج. عادة ما توفر مضادات الاختلاج Anticonvulsant، بما في ذلك الفينيتوين والكاربامازيبين، تخفيفاً كبيراً للتصلب، وتشنجات العضلات، والألم المرتبط بالتقلص العضلي الموجي العصبي. قد يوفر تبديل البلازما وعلاج IVIg راحة قصيرة الأجل للمرضى الذين يعانون من بعض أشكال الاضطراب المكتسب. من المتوقع أن يؤدي تبديل البلازما إلى حدوث تداخل مع وظيفة قنوات البوتاسيوم ذات الجهد الكهربائي، وهي واحدة من المشاكل الأساسية المتمثلة في فرط الإثارة في التقلص العضلي الموجي العصبي ذي المناعة الذاتية. توفر حقن البوتوكس أيضاً راحة قصيرة الأجل. قد توفر أدوية الكبت المناعي مثل بريدنيزون الراحة لمدى طويل للمرضى الذين يعانون من بعض أشكال الاضطراب المكتسب.